# El Payo
El Payo – gmina w Hiszpanii, w prowincji Salamanka, w Kastylii i León, o powierzchni 61,87 km². W 2011 roku gmina liczyła 394 mieszkańców.